# 290 (tal)
290 är det naturliga talet som följer 289 och som följs av 291.

## Inom vetenskapen
- 290 Bruna, en asteroid.

## Inom matematiken
- 290 är ett jämnt tal.